# LEE Style
『LEE Style』（リー・スタイル）は、BS-TBSで2010年10月9日から2011年3月19日まで毎週土曜日14:00 - 14:30（JST）に放送されていた生活情報番組。全12回。
2011年4月から番組名を『LEE Style+』（リー・スタイル・プラス）に改め、2014年3月15日まで月1で放送された。全45回。

## 概要
BS-TBSと集英社の雑誌『LEE』とのコラボによる情報番組。「自分もライフスタイルも自然体で美しく」をコンセプトに、誌面と連動した企画を展開していく。LEE専属モデルの浜島直子が番組ナビゲーターとして毎回さまざまな企画を体験し、自身のナレーションで伝える。全編ロケーション撮影。
開始当初は花王の一社提供で、番組内のインフォマーシャル『つかってみました LEE character's voice』には浜島のほかLEEキャラ（読者モデル）らが出演していた。毎回2本放映。
第29回では浜島が上梓した絵本の共著者であり夫のアベカズヒロが出演、夫婦共演を果たした。

## 放送日時
LEE Style（#1-12）
- 2010年10月9日 - 2011年3月19日：毎週土曜日 14:00 - 14:30 / 隔週再放送。

LEE Style+（#13-45）
- 2011年4月 - 6月：第2金曜日 23:00 - 23:24[1]
- 2011年7月 - 9月：第3金曜日 23:30 - 23:54
- 2011年10月 - 2012年2月：隔月1回 日曜日 12:00 - 12:24[2]
- 2012年4月 - 2014年3月：月1回 土曜日 13:00 - 13:24[3]

## 出演
MC・ナレーション
- 浜島直子

コーナー出演
- 小田ユイ子（2010年）
- 中原歩（2010年[4] ）

ゲスト

## コーナー
beauty style（2010年）
美容ジャーナリストの小田ユイ子が大人の女性達への美容アドバイスを行う。中原を交えてのテクニック講座では、花王製品を使用して小田の指導のもと中原が実践してみせる。

## 放送リスト
| 回         | 放送日         | 放送内容                                   | ゲスト                                 |
| ---------- | -------------- | ------------------------------------------ | -------------------------------------- |
| 1          | 2010年10月9日  | 雅姫さんを訪ねて…                          | 雅姫                                   |
| 2          | 2010年10月23日 | 小物づくり                                 |                                        |
| 3          | 2010年11月6日  | 愛犬ピピとの休日                           |                                        |
| 4          | 2010年11月20日 | アクセサリーづくり                         | 甘糟記子                               |
| 5          | 2010年12月4日  | セイロ蒸し料理                             | 枝元なほみ                             |
| 6          | 2010年12月18日 | ヘアアレンジ                               | 横谷百栄（番組ヘアメイク）             |
| 7          | 2011年1月8日   | 花と緑                                     |                                        |
| 8          | 2011年1月22日  | ホットケーキミックスレシピ                 | ワタナベマキ（料理家）                 |
| 9          | 2011年2月5日   | 鎌倉ハイキング                             | 高橋眞樹（トレッキング・ガイド）       |
| 10         | 2011年2月19日  | 薬膳ヨガ                                   | 深井みほ子（薬膳ヨガ講師）             |
| 11         | 2011年3月5日   | 東京サイクリング                           | 森貴美子、中村規                       |
| 12         | 2011年3月19日  | 春ファッション                             | 土屋文（ベイクルーズ広報）             |
| LEE Style+ |                |                                            |                                        |
| 13         | 2011年4月15日  | イチゴスイーツづくり                       | 柳瀬久美子                             |
| 14         | 2011年5月13日  | ソーイング                                 | 小野美月（ワークショップ講師）         |
| 15         | 2011年6月10日  | 吉祥寺散歩                                 | 平澤まりこ（イラストレーター）         |
| 16         | 2011年7月15日  | ガツンとおいしい料理教室                   | ケンタロウ                             |
| 17         | 2011年8月19日  | ペットと暮らすリビング                     |                                        |
| 18         | 2011年9月16日  | 総集編&京都散策                            | 平澤まりこ                             |
| 19         | 2011年10月29日 | 紅茶の楽しみ方                             |                                        |
| 20         | 2011年12月25日 | 辺見えみりと暮らしの話                     | 辺見えみり                             |
| 21         | 2012年2月26日  | 持田香織と葉山へドライブ                   | 持田香織（Every Little Thing）         |
| 22         | 2012年4月14日  | DIYのある暮らし                            | イエンス・イェンセン                   |
| 23         | 2012年5月12日  | 平澤まりこと神楽坂散歩                     | 平澤まりこ                             |
| 24         | 2012年6月16日  | 梅雨を乗り切るヘア&ファッション            | 横谷百栄 丸尾朋世                      |
| 25         | 2012年7月21日  | イケメンシェフに習う夏の麺料理             | マリオ・フリットリ                     |
| 26         | 2012年8月18日  | 初心者も「通」も楽しい! イケアクルージング |                                        |
| 27         | 2012年9月8日   | この秋のリラックスカジュアルの作り方       | 丸尾朋世                               |
| 28         | 2012年10月13日 | 秋野菜の簡単レシピ                         | 小林まさみ・まさる                     |
| 29         | 2012年11月17日 | 大人も楽しめる絵本の世界                   | 平澤まりこ アベカズヒロ                |
| 30         | 2012年12月15日 | クリスマスリース作り                       | 高橋郁代（フラワーアーティスト）       |
| 31         | 2013年1月19日  | バレエで体を引き締める!                    | 浜里美（バレエ講師）                   |
| 32         | 2013年2月16日  | ありがち野菜の簡単レシピ                   | 坂田阿希子（料理研究家）               |
| 33         | 2013年3月16日  | 紅茶の香りを楽しむ本格レシピ               | 田崎真也                               |
| 34         | 2013年4月13日  | おしゃれなインテリア空間の作り方           | 石川敬子（「FILE」ディレクター）       |
| 35         | 2013年5月18日  | 今すぐ始めたい!グリーンカーテン            | 五十嵐明緒（ガーデナー）               |
| 36         | 2013年6月15日  | 蒸しいためレシピ                           | 若林三弥子（料理研究家）               |
| 37         | 2013年7月13日  | 夏を乗り切る2大ドリンク                    | 内堀光康（酢ムリエ）                   |
| 38         | 2013年8月17日  | 夏こそ!細見えファッション                  | 福田麻琴（スタイリスト）               |
| 39         | 2013年9月14日  | プロに教わる!お気に入り写真の撮り方        | 新居明子（写真家）                     |
| 40         | 2013年10月19日 | LEE創刊30周年ベストレシピ                  | 藤井恵 (料理研究家)                    |
| 41         | 2013年11月16日 | 北欧スタイルの取り入れ方                   | おさだゆかり（SPOONFUL）               |
| 42         | 2013年12月14日 | 今風おせちの盛りつけ方                     | 久保田加奈子（フードコーディネーター） |
| 43         | 2014年1月18日  | 大人のMIXコーディネート                    | rikako.（スタイリスト）                |
| 44         | 2014年2月15日  | 春のおもてなしに大活躍!ちらし寿司          | ワタナベマキ                           |
| 45         | 2014年3月15日  | 達人が案内する京都を巡る旅                 | 小原誉子（旅ジャーナリスト）           |

## スタッフ
※最終回
- 撮影：中村ただちか
- VE：伊原省吾
- ヘアメイク：横谷百栄
- スタイリスト：丸尾朋世
- EED：小俣孝行
- MA：松岡洋一
- 音効：黒田正信
- タイトル：高瀬裕章
- ディレクター：能島敬子
- プロデューサー：杉山貴久、田中恵（集英社）
- 企画協力：LEE編集部 海老原美登里・芳岡真実子
- 制作著作：BS-TBS

過去のスタッフ
- ナレーション：塩山由佳
- 企画協力：集英社、LEE編集部
- 構成：間マサムネ
- 撮影：中村唯呂、酒井和恵、阪本祐介、猪井泉彦、小笠原弘典、中村公俊、北川亜寿美、中村ただちか
- VE：石下忠由、堅岩功、小貫毅、鈴木香緒里、中道涼子、鈴木香織里、田中雅美、本山靖子、佐藤憲一、佐藤めぐみ、坂本安章、伊原省吾
- 照明：相澤敦
- 音声：金子英樹、中道涼子、安藤睦希、新井裕康、小貫毅
- EED：馬場勇次、松嶋猛、宮下圭介、稲垣浩二、小俣孝行
- MA：飯野和義、竹岡良樹、松岡洋一
- 音効：岡田貴志（マジカル）、黒田正信
- スタイリスト：松野裕子、山田裕子、安藤眞理、丸尾朋世、串尾広枝、福田麻琴、rikako.、大平典子
- ヘアメイク：横谷百栄（FIX-UP）、AYA辻本俊介（ラ・ドンナ）、菊池美香子、渡辺タエ
- タイトル：高瀬裕章（スタジオエル）
- 広報：中尾美香子（BS-TBS）
- リサーチ：野崎詩乃
- AD：須田健太郎
- ディレクター：河野幸信、片岡智里、能島敬子、宮内羽純
- プロデューサー：笹嶋英之（BS-TBS）、滝本豊（共同テレビジョン）、水谷裕美（集英社）、高安恵司、田中恵、杉山貴久
- チーフプロデューサー：丹羽多聞アンドリウ（BS-TBS）、田中恵（集英社）
- 制作協力：共同テレビジョン
- 制作著作：BS-TBS